# Najstarszy cmentarz żydowski w Warszawie
Najstarszy cmentarz żydowski w Warszawie – kirkut społeczności żydowskiej zamieszkującej w średniowieczu Starą Warszawę.
Jego dokładne położenie pozostaje nieznane, gdyż nie pozostał po nim żaden materialny ślad. Jedyne źródło pisane z okresu istnienia cmentarza wskazuje, że znajdował się przy drodze do Czerska. Ówczesna droga do Czerska to dzisiejsze Krakowskie Przedmieście. Nie jest jednak jasne, w którym dokładnie miejscu znajdował się kirkut - przypuszczalnie było to gdzieś pomiędzy obecnymi ulicami Bednarską i Karową. 
Również określenie ścisłej daty powstania cmentarza jest niemożliwe. Przypuszczalnie istniał w XIV wieku, gdyż z 1414 pochodzi najwcześniejsza zachowana wzmianka o Żydach osiadłych w Warszawie. Z 1428 pochodzą najwcześniejsze wzmianki o warszawskim kahale, który ze swej natury musiał dysponować kirkutem. Sam cmentarz jest wymieniany w przywileju Bolesława V. Cmentarz przestał istnieć w 1498 wraz z wygnaniem Żydów z Warszawy. W 1522 książęta Janusz III i Stanisław mazowiecki podarowali ogołocony z nagrobków plac po cmentarzu parafii św. Jana. W 1531 na placu tym stanęła piekarnia.